# Équipe du Niger féminine de football
Cet article traite de l'équipe féminine. Pour l'équipe masculine, voir Équipe du Niger de football.
Maillots
L'équipe du Niger féminine de football est l'équipe nationale qui représente le Niger dans les compétitions internationales de football féminin. Elle est gérée par la Fédération du Niger de football.

## Histoire
Le Niger joue son premier match officiel le 2 septembre 2007 à Ouagadougou (défaite 10-0) dans le cadre d'un tournoi amical contre le Burkina Faso.
D'après Jean Williams, l’absence de développement ultérieur de l’équipe nationale à un niveau plus large s'explique par :
- l’accès limité à l’éducation ;
- la pauvreté des femmes dans la société en général ;
- la violation des droits de l’homme spécifiques aux femmes[4].

D'après Gabriel Kuhn, les joueuses préfèrent tenter leur chance à l'étranger.